# Xenia (Ohio)
Xenia – miasto w Stanach Zjednoczonych, w południowo-zachodniej części stanu Ohio. Liczba mieszkańców w 2000 roku wynosiła 24 217. Siedziba władz administracyjnych hrabstwa Greene.
Dnia 3 kwietnia 1974 roku, przez miasto przeszło jedno z najsilniejszych tornad w historii Stanów Zjednoczonych, o sile F5 w skali Fujity.
W 1997 roku nakręcono paradokumentalny film "Skrawki" (org. "Gummo") przedstawiający losy mieszkańców miasteczka kilka lat po przejściu tornada. Wszystkie zdjęcia do filmu nakręcono w Nashville w stanie Tennessee.

## Klimat
Miasto leży w strefie klimatu subtropikalnego, umiarkowanego, łagodnego bez pory suchej i z gorącym latem, należącego według klasyfikacji Köppena do strefy Cfa. Średnia temperatura roczna wynosi 11,3 °C, a opady 995,7 mm (w tym do 54,9 cm opadów śniegu). Średnia temperatura najcieplejszego miesiąca - lipca wynosi 23,1 °C, natomiast najzimniejszego -1,7 °C. Najniższa zanotowana temperatura wyniosła -33,3 °C a najwyższa 42,2 °C.